# 坦佩雷列宁博物馆

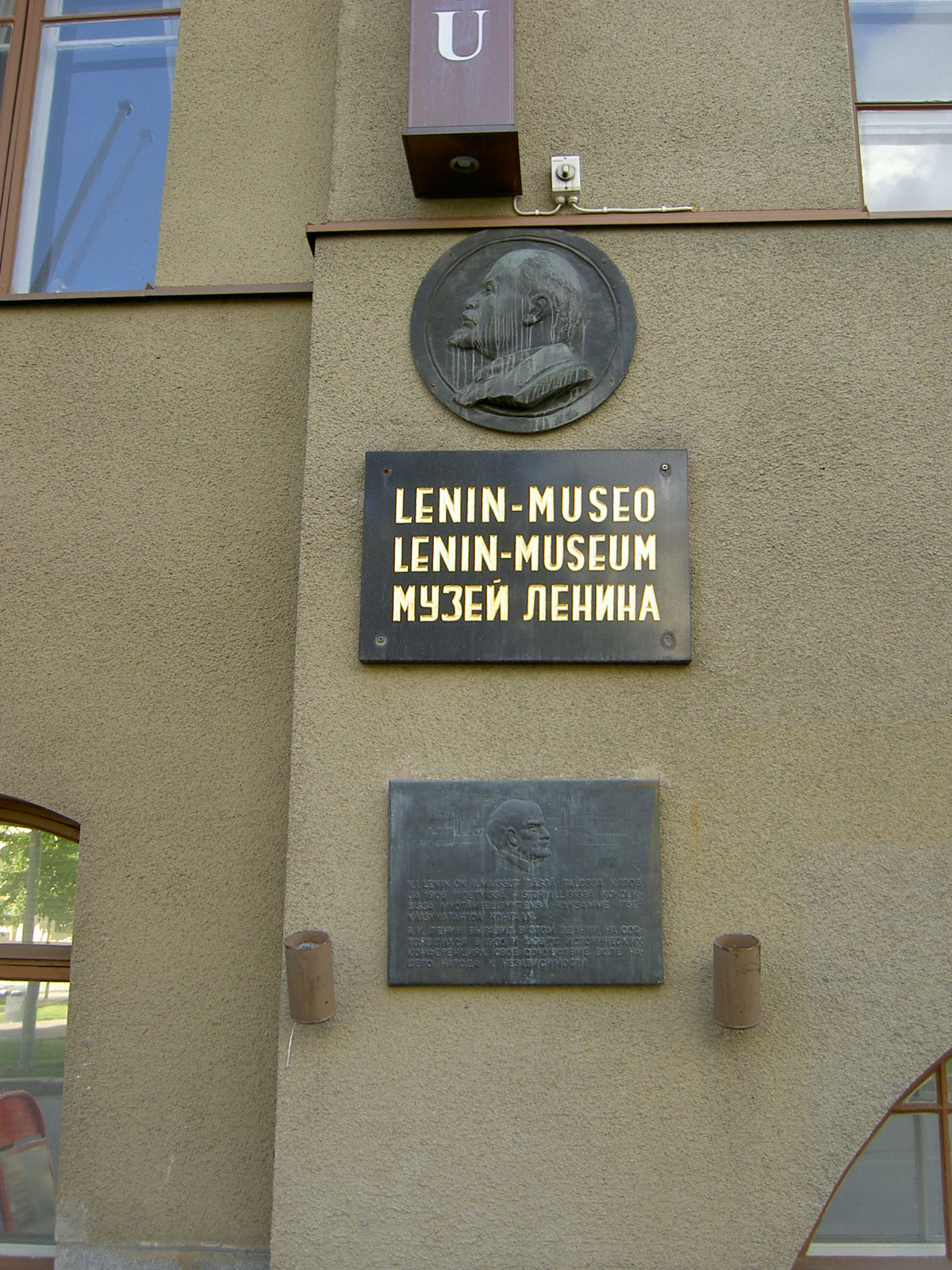
坦佩雷列宁博物馆

坦佩雷列宁博物馆（芬蘭語：Lenin-museo）是一个以列宁为主题的博物馆，位于芬兰城市坦佩雷。它成立于1946年，由芬兰–苏联协会建立，现由芬兰–俄罗斯协会管理。这是苏联以外第一个纪念列宁的博物馆。
该博物馆位于坦佩雷工人大厅。该建筑建于1900年，在1905年和1906年举办了俄国社会民主工党的地下会议。在1906年会议上，列宁首次见到了斯大林。该博物馆开设关于列宁生平和苏联历史的永久展览，此外也举办一些不同主题的展览。
1986年，该博物馆获得苏联最高苏维埃颁发的人民之友奖。苏联解体后，该博物馆对于列宁和苏联批评的观点增多。